# شهرستان آرچه‌بیل
شهرستان آرچه‌بیل (به ترکمنی: Arçabil etraby، آرچابیل اطرابیٛ) یک شهرستان منحل شده در شهر عشق‌آباد، پایتخت ترکمنستان است. این شهرستان در ۴ام فوریه سال ۲۰۱۵، شهرستان چاندیبیل در این شهرستان ادغام شد. در ۸ ژانویه سال ۲۰۱۸، شهرستان بزرگ‌شده آرچه‌بیل نیز در شهرستان بزمین ادغام شد.